# Archipirata
Archipirata is een monotypisch geslacht van spinnen uit de  familie van de kraamwebspinnen (Pisauridae).

## Soorten
- Archipirata tataricus Eugène Simon, 1898